# 倉田涼
倉田 涼（くらた りょう、1981年10月16日 - ）は、日本のソングライター、編曲家。広島県出身。 

## 来歴
立教大学経済学部経済学科を卒業後、タイトーや株式会社オーイズミにて着メロやBGM制作、キャラクターソング作編曲、効果音制作、WEBアニメMA、イベント用音響制作、筐体向け音響調整、ミドルウェアでのプログラミング等、様々な媒体において多岐に渡るサウンド制作を経験。多いときでは年間100曲のBGM制作と1000個を超える効果音制作をこなす。
バンド畑出身ではあるが、多くのアイドル楽曲制作経験や多様なアニメ版権で必要とされるシチュエーションに合わせたサウンド制作に対応してきた経験から、幅広いジャンルに対応可能。
現在は株式会社ジーアングルのサウンドセクション「miuG」に所属。

## 主な作品

### 楽曲提供
- 1000ちゃん
  - メジャーデビューシングル 表題曲「☆STARRY☆」 / 1000ちゃん（CV:新田恵海）作曲・編曲
  - パチスロ1000ちゃんテーマソング「COLORFUL LINK」/ 1000ちゃん（CV:新田恵海）作曲・編曲
  - Radio1000チャンネルOPテーマ「ビバ☆ラ☆RADIO」 / 1000ちゃん（CV:新田恵海）、ミリオ（CV:渕上舞）、プリマ（CV:洲崎綾）作曲・編曲
  - 1000☆PARTY!!2015 〜thousand and one〜 テーマソング「PARTY×PARTY!!」 / 1000ちゃん（CV:新田恵海）、ミリオ（CV:渕上舞）、プリマ（CV:洲崎綾）作曲・編曲
  - 1000☆PARTY!!2016 〜A chance in thousands〜 テーマソング「☆PARTY☆LOVE☆」 / 1000ちゃん（CV:新田恵海）、ミリオ（CV:渕上舞）、プリマ（CV:洲崎綾）作曲
  - 1000☆PARTY!!2017 ～Thousand Fever Nights～ テーマソング「フリフリ♪FEVER NIGHT」 / 1000ちゃん（CV:新田恵海）、ミリオ（CV:渕上舞）、プリマ（CV:洲崎綾）、キャスターA（CV:白石稔）作曲・編曲
  - PREMIUM 1000☆PARTY!! テーマソング「キミと1000☆SATION!!」 / 1000ちゃん（CV:新田恵海）、ミリオ（CV:渕上舞）、プリマ（CV:洲崎綾）、七沢十和（CV:高田憂希）、八尋百（CV:大野柚布子）作曲・編曲
  - キャラクターソング
    - 「ココロ☆GO! MY! WAY!」 / 1000ちゃん（CV:新田恵海）作曲・編曲・ギター演奏
    - 「ミラクル＄ルーレット」 / 1000ちゃん（CV:新田恵海）、ミリオ（CV:渕上舞）、プリマ（CV:洲崎綾）作曲・編曲
    - 「笑顔☆ファンファーレ」 / 1000ちゃん（CV:新田恵海）、ミリオ（CV:渕上舞）、プリマ（CV:洲崎綾）、キャスターA（CV:白石稔）作曲・編曲・ギター演奏
    - 「1000☆CHANCE!!」 / 1000ちゃん（CV:新田恵海）作曲・編曲
    - 「銀色＊粉雪＊SnowDays」 / 1000ちゃん（CV:新田恵海）作曲・編曲
    - 「夏☆DASH!!」 / 1000ちゃん（CV:新田恵海）、ミリオ（CV:渕上舞）作曲・編曲
    - 「流れ星☆彡StarLight」 / 1000ちゃん（CV:新田恵海）作曲・編曲
    - 「ランチタイム♡Rhapsody」 / 1000ちゃん（CV:新田恵海）作曲・編曲
    - 「MILLION⚡ROCK」 / ミリオ（CV:渕上舞）作曲・編曲
    - 「Primium♔Song」 / プリマ（CV:洲崎綾）作曲・編曲
    - 「サクラ*咲*CRASH」 / ミリオ（CV:渕上舞）作曲・編曲
    - 「涙色♦アバンチュール」 / 1000ちゃん（CV:新田恵海）、プリマ（CV:洲崎綾）作曲・編曲
    - 「音頭-DE☆Dance×2」 / 1000ちゃん（CV:新田恵海）作曲・編曲
    - 「Dear→Friend」 / ミリオ（CV:渕上舞）作曲・編曲
    - 「RE//BORN」 / ミリオ（CV:渕上舞）作曲・編曲
    - 「私流×HAPPY×STYLE」 / プリマ（CV:洲崎綾）作曲・編曲
    - 「微熱✝ロマネスク✝」 / 1000ちゃん（CV:新田恵海）作曲・編曲
    - 「BURNING⇔LOVE」 / ミリオ（CV:渕上舞）、プリマ（CV:洲崎綾）作曲
    - 「STAR≡★TRAIN」 / 1000ちゃん（CV:新田恵海）、キャスターA（CV:白石稔）作曲
    - 「SMiley☆Place」 / 1000ちゃん（CV:新田恵海）、ミリオ（CV:渕上舞）、プリマ（CV:洲崎綾）作曲・編曲
    - 「0:INTEGRAL」 / ノル（CV:茅原実里）作曲・編曲
    - 「なないろ∞ワンダーランド」 /  1000ちゃん（CV:新田恵海）、ノル（CV:茅原実里）作曲
- IdentityV 第五人格
  - 『トゥルース＆リーズニング』四周年主題歌《RE:BORN》（歌：90u）作曲・編曲
  - 『トゥルース＆リーズニング』五周年主題歌「City of Decay」（歌：90u）作曲・編曲
- ブラウンダスト2
  - テーマソング「ここにいる夢」（歌：96猫）サウンドディレクター・作曲・編曲・作詞・ギター演奏
- 共闘ことばRPG コトダマン
  - ゴッドインジャパン2021 イベント楽曲『恋の旋律』（CV：岩橋由佳、青山吉能）共同編曲
  - ゴッドインジャパン2022 イベント楽曲『繋ぐコトバ』（CV：岩橋由佳、青山吉能、日岡なつみ）共同編曲・一部ギター演奏
- 白猫プロジェクト
  - Saint Shine～社長アイドル奮闘記～〜楽曲「キラキラ☆フューチャー」（CV：東山奈央、洲崎綾）共同編曲・ギター演奏
  - Summer Tension!〜真夏のロッキンガールズ〜楽曲「Summer Tension!」（CV:井上麻里奈、Lynn、三森すずこ、大橋彩香、木村珠莉）共同編曲
- 武士来舞
  - オリジナルシングル「Rock繚乱」作曲・編曲・ギター演奏
- AFKアリーナ
  - Ending Song「祝杯の唄」（CV：雨宮夕夏）日本語版作詞・ミックス
- ドラゴンハントレス
  - 主題歌『桃源郷』（vocal：96猫）作詞・作曲・編曲
- void tRrLM();//ボイド・テラリウム
  - 「ナイ。」（歌：Hanon）作曲・編曲・ギター演奏・ミックス
- 暁ノ天刃録
  - 主題歌「暁の夢」（歌：夏南柯Nicole）作曲・編曲・作詞・ギター演奏
- マフィアコネクト
  - 主題歌「Mafia World」（歌：90u）日本語版作詞
- 真・三國無双7
  - キャラクターソング集Ⅳ～晋～『Blade of Fate』（CV：置鮎龍太郎）作曲・編曲
- miko　1stアルバム「Everlasting Snow」収録楽曲「Dream Fever」作曲・編曲
  - タイトー　ミニアルバム「スキだなんていえない」　　
  - 「スキだなんていえない」/「LOVE POWER」/「Deep Shadow」/「Dreamy Bird」作曲・編曲
- キャラクターソング「K.O!Yell」 / 恵王エル（CV：倉知玲鳳）作曲・編曲・共同作詞
- キャラクターソング「J・O・Y/サラバ青春」 / ニジコ・スタイルズ（CV：桜咲千依）作曲・編曲
- ジュネス☆プリンセス
  - シングル「キミにSE・NO・BI」作曲・編曲
  - シングル「はぁ～とTick☆Tickウェディング」作曲・編曲
- 乙女ライラックル
  - デビューシングル「君とミラクル」作曲・編曲
- 代々木アニメーション学院教材ドラマCD「DeepShadow」（主題歌・BGM作曲・編曲）
- 演劇プロデュースユニット「アリスインアリス」
  - 1stシングル表題曲『コールドバレット』作曲・編曲
  - 2ndシングル表題曲『ユピテルライダー』作曲・編曲
  - 3rdシングルC/W『ともだちインプット』作曲・編曲
- 演劇プロデュースユニット「アリスインアリス&フレンズ」
  - フジテレビジョン系「魔女に言われたい夜～正直過ぎる品定め～」EDテーマ
  - メジャー1stシングル表題曲　『スペースラブリーチュートリアル』作曲・編曲
- Blue chee's
  - アルバム「out of the blue」収録楽曲『DASHIッ!!』作曲・編曲
- 「フリーミュージッククラスタVol.1」「フリーミュージッククラスタVol.2」収録楽曲
  - 『A Temporary World』作曲・編曲
  - 『A Infinite Destination』作曲・編曲
- ミュージックガンガン!収録楽曲
  - 『MUSIC☆STAR feat.初音ミク』作曲・編曲
  - 『MUSIC☆STAR feat.初音ミク Rocktune』作曲・編曲
  - 『景色、雪月花 feat.初音ミク』作曲・編曲
  - 『SilentMUSE feat.初音ミク＆miko』作曲・編曲

### テレビアニメ
- Hinano『ヴァージニア』作曲・編曲 - うちの師匠はしっぽがないエンディング主題歌[2]
- Hinano『LOVE INFINITY』作曲・編曲 - 贄姫と獣の王第2クールオープニングテーマ[3]

### ゲーム劇伴・効果音
- スターオーシャンシリーズ スターオーシャン 6 THE DIVINE FORCE  一部サウンドディレクション
- 白猫プロジェクト 　一部BGM編曲
- プリンセスコネクト!Re:Dive　一部SE制作
- ロマンシング サガ リ・ユニバース　一部サウンドディレクション・一部SE制作
- IdentityV 第五人格
  - イベント用キャラクター楽曲『关于“她”』編曲
- すみすみパーティー ころころパズル BGM制作・ジングル制作・SE制作・ボイス収録
- アリスフィクション サウンドディレクション・SE制作
- ラストクラウディア　一部SE制作
- アイドリッシュセブン　PV用SE制作
- 八月のシンデレラナイン　一部サウンドディレクション・一部ギター演奏
- UNI’S ON AIR　一部サウンドディレクション・一部SE制作
- Warlander 一部サウンドディレクション・SE制作
- World II World サウンドディレクション・一部SE制作
- JUDGEMENT7 俺達の世界わ終っている。　一部SE制作・音声編集
- ビルシャナ戦姫　メインテーマ含むBGM作編曲
- ハローキティトイズ　一部SE制作
- 直感バンド　オリジナル楽曲作曲・編曲・一部クラシック曲編曲
- Yahoo!カラオケ　BGM作曲・編曲、SE制作

### 遊技機
- 1000ちゃん　ボーカル楽曲作曲・編曲/BGM作曲・編曲/SE制作/音声編集/実装
- ひぐらしのなく頃に煌　BGM作曲・編曲/SE制作/音声編集/実装
- ひぐらしのなく頃に祭2　BGM作曲・編曲
- 閃乱カグラ　BGM作曲・編曲/SE制作/音声編集/実装
- OVER-SLOT AINZ OOAL GOWN絶対支配者光臨　BGM作曲・編曲
- ラストエグザイル-銀翼のファム- 一部BGM作曲・編曲
- ウィザード・バリスターズ　一部BGM作曲・編曲/一部SE制作
- 東京レイヴンズ 　BGM作曲・編曲
- QP BGM作曲・編曲/SE制作/音声編集/実装

### TV・CM
- 堀口記念病院　BGM制作、SE制作
- うぇぶたまww　ベストコンセプト賞受賞『ソメイヨシノ/初音ミク』作曲・編曲

### ラジオ
- WEBラジオ「レレレの錬金術師」 　OPテーマ『ひとりじゃナイ』、EDテーマ『Message』作曲・編曲

### その他
- PERSONA5 the Stage #3　舞台音楽　ギター演奏
- Radiotalk 　サウンドディレクション
- 玉屋質店「ロゴムービー」SE制作
- 株式会社オーイズミ「ロゴムービー」サウンドロゴ制作
- 株式会社オーイズミ・アミュージオ「ロゴムービー」サウンドロゴ制作
- Youtube　白石稔ちゃんねる「OPロゴムービー」サウンドロゴ制作
- 女子プロレス団体「アイスリボン」入場テーマ曲 　「世羅りさ/堀田祥子/春輝つくし/寿ゆり/長崎まる子」作曲・編曲